# Matjaž Poklukar
Matjaž Poklukar (Jesenice, 30 gennaio 1973) è un ex biatleta sloveno.
È fratello gemello del biatleta e fondista Jože, a sua volta sciatore nordico di alto livello.

## Biografia
In Coppa del Mondo ottenne il primo risultato di rilievo il 23 gennaio 1993 ad Anterselva (100°) e il primo podio l'11 marzo 1995 a Lahti (3°).
In carriera prese parte a un'edizione dei Giochi olimpici invernali, Torino 2006 (63° nella sprint, 47° nell'individuale, 10° nella staffetta), e a sei dei Campionati mondiali (7º nella staffetta mista a Pokljuka 2006 il miglior risultato).

## Palmarès

### Coppa del Mondo
- Miglior piazzamento in classifica generale: 50º nel 1994
- 2 podi (1 individuale, 1 a squadre[2]):
  - 2 terzi posti (1 individuale, 1 a squadre)